# Canton de Sournia
Le canton de Sournia est une ancienne division administrative française, située dans le département des Pyrénées-Orientales et la région Languedoc-Roussillon. Supprimé depuis le redécoupage cantonal de 2014, ses communes sont intégrées au canton de la Vallée de l'Agly.

## Composition
Le canton de Sournia groupait 11 communes :
| Nom                 | Code Insee | Intercommunalité     | Superficie (km2) | Population (dernière pop. légale) | Densité (hab./km2) |
| ------------------- | ---------- | -------------------- | ---------------- | --------------------------------- | ------------------ |
| Sournia (chef-lieu) | 66198      | CC Agly Fenouillèdes | 29,99            | 500 (2014)                        | 17                 |
| Arboussols          | 66007      | CC Conflent Canigó   | 14,08            | 109 (2014)                        | 7,7                |
| Campoussy           | 66035      | CC Agly Fenouillèdes | 17,04            | 41 (2014)                         | 2,4                |
| Feilluns            | 66076      | CC Agly Fenouillèdes | 6,61             | 63 (2014)                         | 9,5                |
| Pézilla-de-Conflent | 66139      | CC Agly Fenouillèdes | 6,85             | 51 (2014)                         | 7,4                |
| Prats-de-Sournia    | 66151      | CC Agly Fenouillèdes | 8,01             | 75 (2014)                         | 9,4                |
| Rabouillet          | 66156      | CC Agly Fenouillèdes | 19,21            | 117 (2014)                        | 6,1                |
| Tarerach            | 66201      | CC Conflent Canigó   | 8,16             | 57 (2014)                         | 7                  |
| Trévillach          | 66215      | CC Conflent Canigó   | 17,24            | 145 (2014)                        | 8,4                |
| Trilla              | 66216      | CC Agly Fenouillèdes | 8,96             | 68 (2014)                         | 7,6                |
| Le Vivier           | 66234      | CC Agly Fenouillèdes | 12,90            | 79 (2014)                         | 6,1                |

## Représentation

### Conseillers généraux de 1833 à 2015
| Période | Période      | Identité                         | Étiquette                | Qualité |
| ------- | ------------ | -------------------------------- | ------------------------ | --- |
| 1833    | 1844 (décès) | Jean Ambroise Barrot (1768-1844) |                          | Notaire, propriétaire, maire de Sournia (1824-1831), conseiller d'arrondissement                                                               |
| 1845    | 1848         | Bernard Tisseyre                 |                          | Négociant, maire de Sournia, ancien conseiller d'arrondissement                                                                                |
| 1848    | 1855         | Thomas Foissin dit le juge       |                          | Juge de paix à Sournia |
| 1855    | 1871 (décès) | Adrien Calmètes                  | Majorité dynastique      | Conseiller à la Cour de cassation Député (1869-1870)                                                                                           |
| 1871    | 1881         | Bernard Tisseyre                 | Droite                   | Capitaine d'état-major |
| 1881    | 1906 (décès) | Frédéric Escanyé                 | Républicain Opportuniste | Avocat Conseiller municipal de Perpignan Député (1876-1877, 1881-1885, 1891-1906)                                                              |
| 1906    | 1913         | Joseph Estève                    | Républicain Progressiste | Pharmacien, administrateur directeur général des Etablissements Charbonat Conseiller municipal de Perpignan                                    |
| 1913    | 1919         | Bernard Tisseyre                 | Républicain              | Général, propriétaire à Sournia |
| 1919    | 1927 (décès) | Antoine Baux                     | Républicain National     | Docteur en droit, licencié ès lettres |
| 1927    | 1937         | René Manaut                      | Rad.                     | Député (1919-1924 et 1928-1932) Sous-secrétaire d'Etat (1929-1930) Ancien chef de cabinet de Louis Loucheur                                    |
| 1937    | 1940         | Lucien Piéchon (1875-1956)       | SFIO                     | Instituteur Maire de Sournia Membre de la Commission administrative des Pyrénées-Orientales (194.-1943) Nommé conseiller départemental en 1943 |
|         |              |                                  |                          | |
| 1945    | 1949         | Lucien Piéchon                   | SFIO                     | Ancien maire de Sournia |
| 1949    | 1967         | René Argelliès                   | Rad.                     | Médecin à Thuès-les-Bains Conseiller municipal de Perpignan (1947-1959 et 1977-1989)                                                           |
| 1967    | 1973         | Louis Vidal (1904-1996)          | DVG                      | maire de Sournia (1952-1971) |
| 1973    | 2004         | Paul Blanc                       | DVD puis RPR puis UMP    | Médecin - sénateur (1992-2011) maire de Prades (1989-2001) maire de Sournia (2001-2018)                                                        |
| 2004    | 2015         | Alain Boyer                      | DVG puis PS              | Professeur de faculté, maire de Campoussy |

### Conseillers d'arrondissement (de 1833 à 1940)
| Période                                  | Période | Identité                           | Étiquette                | Qualité |
| ---------------------------------------- | ------- | ---------------------------------- | ------------------------ | --- |
| 1833                                     | 1839    | Bernard Tisseyre cadet (1773-1855) |                          | Négociant, propriétaire à Sournia                                                                           |
| 1839                                     | 1845    | Gabriel Roger                      |                          | Propriétaire à Sournia                                                                                      |
| 1845                                     | 1848    | Pierre-Joseph Fourcade             |                          | Meunier, maire du Vivier                                                                                    |
|                                          |         |                                    |                          | |
| 1892                                     | 1904    | Jean-Baptiste Lamole               | Républicain opportuniste | Maire de Sournia                                                                                            |
| 1904                                     | 1910    | Etienne-François-Onésime Pézilla   | Radical                  | Maire de Prats-de-Sournia                                                                                   |
| 1910                                     | 1928    | Jacques Pélissié                   | Républicain progressiste | Maire de Sournia                                                                                            |
|                                          |         |                                    |                          | |
|                                          | 1940    | Jules Pacouil                      | Conc.rép.                | Propriétaire, maire de Tarerach                                                                             |
| 1940                                     |         |                                    |                          | Les conseils d'arrondissement ont été suspendus par la loi du 12 octobre 1940 et n'ont jamais été réactivés |
| Les données manquantes sont à compléter. |         |                                    |                          | |

## Démographie
| 1962  | 1968  | 1975  | 1982  | 1990  | 1999 | 2006  | 2011  | 2012  |
| ----- | ----- | ----- | ----- | ----- | ---- | ----- | ----- | ----- |
| 1 455 | 1 286 | 1 152 | 1 094 | 1 070 | 999  | 1 142 | 1 278 | 1 277 |